# Cnemaspis gigas
Cnemaspis gigas är en ödleart som beskrevs av  Perret 1986. Cnemaspis gigas ingår i släktet Cnemaspis och familjen geckoödlor.
Artens utbredningsområde är Nigeria. Inga underarter finns listade i Catalogue of Life.